# Sommer-Paralympics 2016/Teilnehmer (Mexiko)
| stlisierte Goldmedaille | stlisierte Silbermedaille | stlisierte Bronzemedaille |
| ----------------------- | ------------------------- | ------------------------- |
| 4                       | 2                         | 9                         |

Mexiko entsandte 32 Athletinnen und 37 Athleten zu den Paralympischen Sommerspielen 2016 in Rio de Janeiro,  die in neun Sportarten antraten. Fahnenträgerin für Mexiko bei der Eröffnungsfeier war die Schwimmerin Nely Miranda Herrera.

## Medaillen

### Medaillenspiegel
| Rang   | Sportart       | Gold | Silber | Bronze | Gesamt |
| ------ | -------------- | ---- | ------ | ------ | ------ |
| 1      | Judo           | 2    | 0      | 0      | 2      |
| 2      | Leichtathletik | 1    | 2      | 3      | 6      |
| 3      | Powerlifting   | 1    | 0      | 2      | 3      |
| 4      | Schwimmen      | 0    | 0      | 4      | 4      |
| Gesamt | Gesamt         | 4    | 2      | 9      | 15     |

## Teilnehmer nach Sportart

### Boccia
| Mixed           |            |             |     |   |   |               |               |               |               |               |               |    |
| Damian Oseguera | Einzel BC2 | B. Meints   | 2:3 | 0 | 3 | ausgeschieden | ausgeschieden | ausgeschieden | ausgeschieden | ausgeschieden | ausgeschieden | 17 |
| Damian Oseguera | Einzel BC2 | H. Sugimura | 1:6 | 0 | 3 | ausgeschieden | ausgeschieden | ausgeschieden | ausgeschieden | ausgeschieden | ausgeschieden | 17 |

### 5er-Fußball
| Wettbewerb       | Männer |
| ---------------- | --- |
| Athleten         | Gustavo Arana Rubicel De La Cruz Pablo Millan Omar Otero Marco Ramirez Jorge Lanzagorta Francisco Rangel Daniel Viera |
| Gruppenphase     | Argentinien (0:2) Volksrepublik China (0:2) Spanien (0:1)                                                             |
| Spiel um Platz 7 | Marokko (2:0) |
| Rang             | 7 |

### Judo
| Athleten                        | Wettbewerb       | 1. Runde | 1. Runde | 1. Hoffnungsrunde | 1. Hoffnungsrunde | Viertelfinale | Viertelfinale | 2. Hoffnungsrunde | 2. Hoffnungsrunde | Halbfinale | Halbfinale | Kampf um Gold/Bronze | Kampf um Gold/Bronze | Rang |
| Athleten                        | Wettbewerb       | Gegner   | Erg.     | Gegner            | Erg.              | Gegner        | Erg.          | Gegner            | Erg.              | Gegner     | Erg.       | Gegner               | Erg.                 | Rang |
| ------------------------------- | ---------------- | -------- | -------- | ----------------- | ----------------- | ------------- | ------------- | ----------------- | ----------------- | ---------- | ---------- | -------------------- | -------------------- | ---- |
| Männer                          |                  |          |          |                   |                   |               |               |                   |                   |            |            |                      |                      |      |
| Eduardo Adrian Avila Sanchez    | Klasse bis 81 kg | —        | —        | —                 | —                 | J. Effron     | 101:0         | —                 | —                 | O. Kosinov | 002:0      | Lee J.-m.            | 001:0                |      |
| Frauen                          |                  |          |          |                   |                   |               |               |                   |                   |            |            |                      |                      |      |
| Lenia Fabiola Ruvalcaba Alvarez | Klasse bis 70 kg | —        | —        | —                 | —                 | G. Rahimova   | 100:0         | —                 | —                 | N. Soazo   | 100:011    | A. Martins           | 100:0                |      |

### Leichtathletik
Laufen
| Athleten                                                               | Wettbewerb   | Vorlauf     | Vorlauf | Halbfinale    | Halbfinale    | Finale        | Finale        | Rang |
| Athleten                                                               | Wettbewerb   | Zeit        | Rang    | Zeit          | Rang          | Zeit          | Rang          | Rang |
| ---------------------------------------------------------------------- | ------------ | ----------- | ------- | ------------- | ------------- | ------------- | ------------- | ---- |
| Männer                                                                 |              |             |         |               |               |               |               |      |
| Jesus Manuel Martinez Valles                                           | 100 m T12    | 11,48 s     | 2       | —             | —             | ausgeschieden | ausgeschieden | 6    |
| Edgar Cesareo Navarro Sanchez                                          | 100 m T51    | —           | —       | —             | —             | 21,96 s       | 3             |      |
| Salvador Hernandez Mondragon                                           | 100 m T52    | 17,80 s     | 2       | —             | —             | 17,69 s       | 3             |      |
| Jesus Manuel Martinez Valles                                           | 200 m T12    | 23,46 s     | 3       | ausgeschieden | ausgeschieden | ausgeschieden | ausgeschieden | 12   |
| Jorge Benjamin Gonzalez Sauceda                                        | 200 m T12    | DNS         | DNS     | ausgeschieden | ausgeschieden | ausgeschieden | ausgeschieden | DNS  |
| Jesus Manuel Martinez Valles                                           | 400 m T12    | 51,10 s     | 4       | ausgeschieden | ausgeschieden | ausgeschieden | ausgeschieden | 9    |
| Jorge Benjamin Gonzalez Sauceda                                        | 400 m T12    | 52,62 s     | 1       | DNS           | DNS           | ausgeschieden | ausgeschieden | 8    |
| Angel Moises Enriquez Torres                                           | 400 m T38    | 56,12 s     | 5       | —             | —             | 54,97 s       | 7             | 7    |
| Edgar Cesareo Navarro Sanchez                                          | 400 m T51    | —           | —       | —             | —             | 1:21,82 s     | 2             |      |
| Leonardo de Jesus Perez Juarez                                         | 400 m T52    | 1:02,12 min | 2       | —             | —             | 1:02,87 min   | 4             | 4    |
| Salvador Hernandez Mondragon                                           | 400 m T52    | 1:03,86 min | 7       | —             | —             | ausgeschieden | ausgeschieden | 12   |
| Angel Moises Enriquez Torres                                           | 1500 m T38   | —           | —       | —             | —             | DNF           | DNF           | DNF  |
| Leonardo de Jesus Perez Juarez                                         | 1500 m T52   | —           | —       | —             | —             | 4:23,83 min   | 8             | 8    |
| Pedro Meza Zempoaltecatl                                               | Marathon T46 | —           | —       | —             | —             | DNF           | DNF           | DNF  |
| Frauen                                                                 |              |             |         |               |               |               |               |      |
| Sandra Fonseca Solis                                                   | 100 m T36    | 16,22 s     | 4       | —             | —             | 16,14 s       | 7             | 7    |
| Diana Laura Coraza Castaneda Guide: Carlos Aldrette Camacho            | 200 m T11    | 27,18 s     | 3       | ausgeschieden | ausgeschieden | ausgeschieden | ausgeschieden | 13   |
| Sandra Fonseca Solis                                                   | 200 m T36    | DSQ         | DSQ     | —             | —             | ausgeschieden | ausgeschieden | DSQ  |
| Diana Laura Coraza Castaneda Guide: Carlos Aldrette Camacho            | 400 m T11    | 59,28 s     | 3       | —             | —             | ausgeschieden | ausgeschieden | 8    |
| Daniela Eugenia Velasco Maldonado Guide: Gabriel Enrique Urbina Leonor | 400 m T12    | 1:01,99 min | 3       | —             | —             | ausgeschieden | ausgeschieden | 9    |
| Alicia Ibarra Barajas                                                  | 400 m T54    | 1:04,20 min | 7       | —             | —             | ausgeschieden | ausgeschieden | 12   |
| Monica Olivia Rodriguez Saavedra Guide: Felipe Modesto Eustasio        | 1500 m T11   | 5:01,47 min | 2       | —             | —             | 5:03,14 min   | 5             | 5    |
| Daniela Eugenia Velasco Maldonado                                      | 1500 m T13   | 4:56,74 min | 2       | —             | —             | DSQ           | DSQ           | 6    |
| Ana Isabel Tavera Gonzalez                                             | 1500 m T13   | 4:58,83 min | 5       | —             | —             | ausgeschieden | ausgeschieden | 7    |
| Alicia Ibarra Barajas                                                  | Marathon T54 | —           | —       | —             | —             | 1:56:46 h     | 12            | 12   |

Springen und Werfen
| Athleten                          | Wettbewerb       | Finale      | Finale      | Rang |
| Athleten                          | Wettbewerb       | Weite       | Rang        | Rang |
| --------------------------------- | ---------------- | ----------- | ----------- | ---- |
| Männer                            |                  |             |             |      |
| Erik Alejandro de Santos Espinosa | Diskuswerfen F52 | 15,59 m     | 6           | 6    |
| Ricardo Robles de La Torre        | Diskuswerfen F56 | 33,91 m     | 9           | 9    |
| Mario Santana Ramos Hernandez     | Keulenwerfen F51 | 24,12 m     | 7           | 7    |
| Erick Ortiz Monroy                | Kugelstoßen F53  | 6,70 m      | 6           | 6    |
| Eliezer Gabriel Buenaventura      | Speerwerfen F46  | 51,76 m     | 6           | 6    |
| Luis Alberto Zepeda Felix         | Speerwerfen F54  | 25,92 m     | 2           |      |
| Frauen                            |                  |             |             |      |
| Leticia Ochoa Delgado             | Diskuswerfen F52 | 10,85 m     | 4           | 4    |
| Floralia Estrada Bernal           | Diskuswerfen F57 | 26,83 m     | 5           | 5    |
| Catalina Rosales Montiel          | Diskuswerfen F57 | 24,94 m     | 8           | 8    |
| Rebeca Valenzuela Alvarez         | Kugelstoßen F12  | 13,05 m     | 3           |      |
| Luisa Lizbeth Castrejon Lopez     | Kugelstoßen F33  | 4,26 m      | 7           | 7    |
| Estela Salas                      | Kugelstoßen F53  | DNS         | DNS         | DNS  |
| Gloria Zarza Guadarrama           | Kugelstoßen F54  | 6,23 m      | 4           | 4    |
| Angeles Ortiz Hernandez           | Kugelstoßen F57  | 10,94 m     | 1           |      |
| Rebeca Valenzuela Alvarez         | Speerwerfen F13  | keine Weite | keine Weite | NM   |
| Estela Salas                      | Speerwerfen F54  | 11,62 m     | 6           | 6    |

### Powerlifting (Bankdrücken)
| Athleten                          | Wettbewerb | Ergebnis | Rang   |
| --------------------------------- | ---------- | -------- | ------ |
| Männer                            |            |          |        |
| Porfirio Francisco Arredondo Luna | bis 80 kg  | 197 kg   | 6      |
| Jose de Jesus Castillo Castillo   | bis 97 kg  | 229 kg   | Bronze |
| Frauen                            |            |          |        |
| Laura Cerero Gabriel              | bis 45 kg  | NVL      | NVL    |
| Rosaura Rodriguez Padilla         | bis 50 kg  | 82 kg    | 6      |
| Amalia Perez                      | bis 55 kg  | 130 kg   | Gold   |
| Perla Patricia Barcenas           | bis 79 kg  | 126 kg   | 4      |
| Catalina Diaz Vilchis             | bis 86 kg  | 117 kg   | Bronze |

### Reiten
| Athleten                                   | Wettbewerb(e)            | Punkte/Prozent | Rang |
| ------------------------------------------ | ------------------------ | -------------- | ---- |
| Erika Corinne Baitenmann Haakh mit Leonora | Individual Test-Grade II | 64,914 %       | 13   |

### Schwimmen
| Athleten                            | Wettbewerb             | Vorlauf     | Vorlauf | Finale        | Finale        | Rang   |
| Athleten                            | Wettbewerb             | Zeit        | Rang    | Zeit          | Rang          | Rang   |
| ----------------------------------- | ---------------------- | ----------- | ------- | ------------- | ------------- | ------ |
| Männer                              |                        |             |         |               |               |        |
| Cristopher Tronco                   | 50 m Rücken S3         | 1:03,68 min | 9       | ausgeschieden | ausgeschieden | 9      |
| Cristopher Tronco                   | 50 m Freistil S3       | 1:02,10 min | 10      | ausgeschieden | ausgeschieden | 10     |
| Cristopher Tronco                   | 50 m Brust SB2         | 59,07 s     | 7       | DSQ           | DSQ           | 8      |
| Cristopher Tronco                   | 150 m Lagen SM3        | 3:37,08 min | 8       | 3:33,76 min   | 8             | 8      |
| Jesus Hernandez Hernandez           | 50 m Rücken S4         | 44,49 s     | 3       | 45,30 s       | 3             | Bronze |
| Jesus Hernandez Hernandez           | 200 m Freistil S4      | 3:25,76 min | 9       | ausgeschieden | ausgeschieden | 9      |
| Juan Reyes                          | 50 m Rücken S4         | 45,96 s     | 4       | 45,46 s       | 4             | 4      |
| Gustavo Sanchez Martinez            | 50 m Rücken S4         | 47,95 s     | 5       | 49,41 s       | 6             | 6      |
| Gustavo Sanchez Martinez            | 50 m Brust SB3         | DSQ         | DSQ     | ausgeschieden | ausgeschieden | DSQ    |
| Gustavo Sanchez Martinez            | 50 m Freistil S4       | —           | —       | 41,99 s       | 6             | 6      |
| Gustavo Sanchez Martinez            | 100 m Freistil S4      | 1:30,06 min | 6       | 1:28,57 min   | 6             | 6      |
| Gustavo Sanchez Martinez            | 200 m Freistil S4      | 3:09,56 min | 5       | 3:10,58 min   | 6             | 6      |
| Gustavo Sanchez Martinez            | 150 m Lagen SM4        | 2:46,34 min | 7       | 2:54,95 min   | 8             | 8      |
| Diego Lopez Diaz                    | 50 m Rücken S5         | 40,73 s     | 6       | 40,26 s       | 5             | 5      |
| Diego Lopez Diaz                    | 50 m Freistil S5       | 41,22 s     | 15      | ausgeschieden | ausgeschieden | 15     |
| Diego Lopez Diaz                    | 100 m Freistil S5      | 1:27,89 min | 13      | ausgeschieden | ausgeschieden | 13     |
| Diego Lopez Diaz                    | 200 m Freistil S5      | 2:59,82 min | 10      | ausgeschieden | ausgeschieden | 10     |
| Arnulfo Castorena                   | 50 m Brust SB2         | 58,99 s     | 6       | 57,70 s       | 6             | 6      |
| Arnulfo Castorena                   | 150 m Lagen SM3        | 3:12,70 min | 6       | 3:10,84 min   | 6             | 6      |
| Pedro Rangel                        | 100 m Brust SB5        | 1:37,02 min | 3       | 1:37,87 min   | 3             | Bronze |
| Humberto Origenes Romero Porras     | 100 m Brust SB5        | 1:49,26 min | 9       | ausgeschieden | ausgeschieden | 9      |
| Edgar Hugo Pineda Castro            | 50 m Schmetterling S5  | 39,20 s     | 7       | 38,96 s       | 6             | 6      |
| Edgar Hugo Pineda Castro            | 50 m Freistil S5       | 39,42 s     | 14      | ausgeschieden | ausgeschieden | 14     |
| Raul Alberto Martinez Valdes        | 50 m Schmetterling S6  | 34,38 s     | 9       | ausgeschieden | ausgeschieden | 9      |
| Raul Alberto Martinez Valdes        | 50 m Freistil S6       | 33,51 s     | 15      | ausgeschieden | ausgeschieden | 15     |
| Luis Armando Andrade Guillen        | 100 m Schmetterling S8 | 1:03,91 min | 5       | 1:03,30 min   | 5             | 5      |
| Luis Armando Andrade Guillen        | 50 m Freistil S8       | 28,06 s     | 9       | ausgeschieden | ausgeschieden | 9      |
| Luis Armando Andrade Guillen        | 100 m Freistil S8      | 1:01,12 min | 7       | 1:01,90 min   | 8             | 8      |
| Luis Armando Andrade Guillen        | 200 m Lagen SM8        | 2:37,43 min | 10      | ausgeschieden | ausgeschieden | 10     |
| Frauen                              |                        |             |         |               |               |        |
| Haidee Viviana Aceves Perez         | 50 m Rücken S3         | 1:06,96 min | 9       | ausgeschieden | ausgeschieden | 9      |
| Haidee Viviana Aceves Perez         | 50 m Freistil S4       | 1:02,36 min | 14      | ausgeschieden | ausgeschieden | 14     |
| Haidee Viviana Aceves Perez         | 100 m Freistil S3      | 2:18,91 min | 9       | ausgeschieden | ausgeschieden | 9      |
| Fabiola Ramirez                     | 50 m Rücken S3         | 1:08,96 min | 10      | ausgeschieden | ausgeschieden | 10     |
| Fabiola Ramirez                     | 100 m Freistil S3      | 2:34,10 min | 12      | ausgeschieden | ausgeschieden | 12     |
| Maria de Jesus Delgadillo Monsivais | 50 m Rücken S3         | 1:12,69 min | 12      | ausgeschieden | ausgeschieden | 12     |
| Nely Miranda Herrera                | 50 m Rücken S4         | 56,05 s     | 6       | 53,42 s       | 4             | 4      |
| Nely Miranda Herrera                | 50 m Brust SB3         | DSQ         | DSQ     | ausgeschieden | ausgeschieden | DSQ    |
| Nely Miranda Herrera                | 50 m Freistil S4       | 40,23 s     | 1       | 40,53 s       | 3             | Bronze |
| Nely Miranda Herrera                | 150 m Lagen SM4        | 3:09,89 min | 6       | 2:57,76 min   | 4             | 4      |
| Vianney Trejo Delgadillo            | 100 m Rücken S6        | 1:34,01 min | 7       | 1:33,56 min   | 6             | 6      |
| Vianney Trejo Delgadillo            | 50 m Freistil S6       | 38,41 s     | 12      | ausgeschieden | ausgeschieden | 12     |
| Vianney Trejo Delgadillo            | 100 m Freistil S6      | 1:22,39 min | 8       | 1:22,05 in    | 8             | 8      |
| Vianney Trejo Delgadillo            | 400 m Freistil S6      | 5:56,01 min | 7       | 5:48,19 min   | 6             | 6      |
| Vianney Trejo Delgadillo            | 200 m Lagen SM6        | 3:22,83 min | 10      | ausgeschieden | ausgeschieden | 10     |
| Doramitzi Gonzalez                  | 100 m Rücken S6        | 1:40,71 min | 11      | ausgeschieden | ausgeschieden | 11     |
| Doramitzi Gonzalez                  | 50 m Freistil S6       | 37,89 s     | 10      | ausgeschieden | ausgeschieden | 10     |
| Doramitzi Gonzalez                  | 100 m Freistil S6      | 1:24,32 min | 11      | ausgeschieden | ausgeschieden | 11     |
| Patricia Valle                      | 50 m Brust SB3         | 1:01,34 min | 3       | 1:02,40 min   | 3             | Bronze |
| Patricia Valle                      | 50 m Freistil S4       | 55,04 s     | 12      | ausgeschieden | ausgeschieden | 12     |
| Patricia Valle                      | 100 m Freistil S3      | 2:09,03 min | 7       | 1:57,86 min   | 7             | 7      |
| Patricia Valle                      | 150 m Lagen SM4        | 3:27,82 min | 9       | ausgeschieden | ausgeschieden | 9      |
| Valeria Monserrat Lopez Gomez       | 50 m Freistil S6       | 39,04 s     | 16      | ausgeschieden | ausgeschieden | 16     |
| Valeria Monserrat Lopez Gomez       | 100 m Freistil S6      | 1:24,78 min | 12      | ausgeschieden | ausgeschieden | 12     |
| Valeria Monserrat Lopez Gomez       | 400 m Freistil S6      | 6:05,96 min | 11      | ausgeschieden | ausgeschieden | 11     |
| Stefanny Rubi Cristino Zapata       | 50 m Freistil S10      | 30,47 s     | 15      | ausgeschieden | ausgeschieden | 15     |
| Stefanny Rubi Cristino Zapata       | 100 m Freistil S10     | 1:03,44 min | 8       | 1:03,54 min   | 8             | 8      |
| Stefanny Rubi Cristino Zapata       | 400 m Freistil S10     | 4:43,98 min | 3       | 4:45,04 min   | 6             | 6      |

### Triathlon
| Athleten                    | Klasse | Zeit      | Rang |
| --------------------------- | ------ | --------- | ---- |
| Männer                      |        |           |      |
| Jose Abraham Estrada Sierra | PT4    | 1:05:20 h | 6    |

### Tischtennis
| Athleten                   | Wettbewerb      | Gruppenphase   | Gruppenphase | Achtelfinale  | Achtelfinale  | Viertelfinale | Viertelfinale | Halbfinale    | Halbfinale    | Finale        | Finale        | Rang |
| Athleten                   | Wettbewerb      | Gegner         | Erg.         | Gegner        | Erg.          | Gegner        | Erg.          | Gegner        | Erg.          | Gegner        | Erg.          | Rang |
| -------------------------- | --------------- | -------------- | ------------ | ------------- | ------------- | ------------- | ------------- | ------------- | ------------- | ------------- | ------------- | ---- |
| Frauen                     |                 |                |              |               |               |               |               |               |               |               |               |      |
| Edith Sigala               | Einzel C3       | A.-C. Ahlquist | 0:3          | ausgeschieden | ausgeschieden | ausgeschieden | ausgeschieden | ausgeschieden | ausgeschieden | ausgeschieden | ausgeschieden | 13   |
| Edith Sigala               | Einzel C3       | S. Head        | 2:3          | ausgeschieden | ausgeschieden | ausgeschieden | ausgeschieden | ausgeschieden | ausgeschieden | ausgeschieden | ausgeschieden | 13   |
| Maria Paredes              | Einzel C5       | K. Abuawad     | 0:3          | —             | —             | ausgeschieden | ausgeschieden | ausgeschieden | ausgeschieden | ausgeschieden | ausgeschieden | 9    |
| Maria Paredes              | Einzel C5       | C. Tabib       | 1:3          | —             | —             | ausgeschieden | ausgeschieden | ausgeschieden | ausgeschieden | ausgeschieden | ausgeschieden | 9    |
| Maria Paredes Edith Sigala | Mannschaft C4-5 | —              | —            | Jordanien     | 2:1           | Schweden      | 1:2           | ausgeschieden | ausgeschieden | ausgeschieden | ausgeschieden | 5    |